# Влакче на Караджова
Влакчето на Караджова (на гръцки: Τρενάκι της Καρατζόβας) е теснолинейна линия (дековилка), обслужвала областта Мъглен (Караджова), Гърция от 1916 до 1932 година.

## История
Дековилката е създадена в 1916 година по време на Първата световна война от съглашенските войски за снабдяване на частите на Солунския фронт. Теснолинейната железница тръгва от гара Въртокоп (Скидра), където се свързва с линията Солун - Битоля, и продължава 29 km през Драгоманци (Апсалос), Костурени (Ксифяни) до Съботско (Аридеа). При Драгоманци има отклонение през Поляни (Поликарпи), Бизово (Мегаплатанос) до Тресино (Орма), което е дълго 13,5 km. По време на войната железницата е широко използвана за превоз на муниции и войски за и от фронта.
След края на войната гръцкото правителство възлага оперирането на железницата на компанията Местни железници на Македония на Епаминондас Харилаос, която трябва да я разшири до Фущани (Фустани). Компанията в 1929 година е в локаут и в 1932 година контролът върху дековилката е поет отново от държавата.
В 1936 година използването на железницата е спряно поради икономическа неизгодност.